# Эффект Ааронова — Бома
Эффе́кт Ааро́нова — Бо́ма (иначе эффект Эренберга — Сидая — Ааронова — Бома) — квантовое явление, при котором электромагнитное поле влияет на частицу с электрическим зарядом или магнитным моментом даже в тех областях, где напряжённость электрического поля {\displaystyle {\bf {E}}} и индукция магнитного поля {\displaystyle {\bf {B}}} равны нулю, но не равны нулю скалярный и/или векторный потенциалы электромагнитного поля (то есть если не равен нулю электромагнитный потенциал).
Самая ранняя форма этого эффекта была предсказана Эренбергом и Сидаем в 1949 году, подобный эффект был позже предсказан вновь Аароновым и Бомом в 1959 году.

## Эксперимент

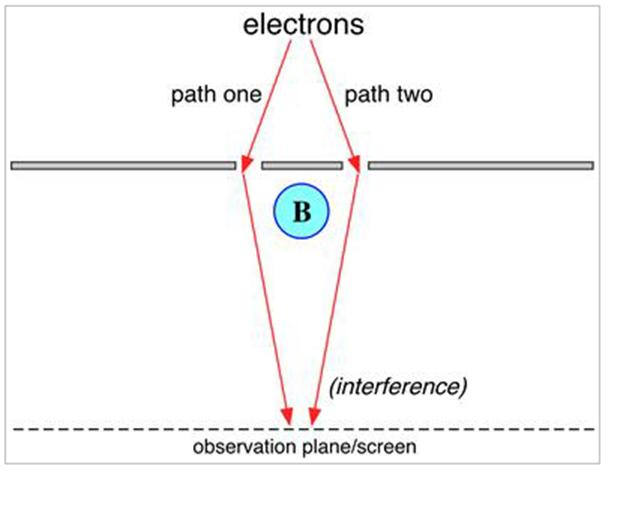
Иллюстрация эффекта Ааронова — Бома в двухщелевом опыте с электронами, где магнитное поле B замкнуто в кольцевом сердечнике. Изменение локального магнитного поля B, замкнутого в кружке, приводит к смещению интерференционных полос.

Аппарат для эксперимента эффекта Ааронова–Бома, показывающий барьер X; щели S1 и S2; траектории электронов e1 и e2; магнитную щетку W; экран P; интерференционную картину I; магнитную индукцию B (направленную из плоскости рисунка); и магнитный векторный потенциал A. Магнитная индукция B в основном равна нулю за пределами щетки. В некоторых экспериментах щетка заменяется соленоидом. Электроны на пути 1 сдвигаются относительно электронов на пути 2 за счет векторного потенциала, несмотря на то, что плотность магнитного потока равна нулю

Наиболее часто описываемый случай, иногда называемый эффектом соленоида Ааронова–Бома, происходит, когда волновая функция заряженной частицы, проходящей вокруг длинного соленоида, претерпевает сдвиг фазы из-за заключённого магнитного поля, несмотря на то что магнитное поле пренебрежимо мало в области, через которую проходит частица, и волновая функция частицы также пренебрежимо мала внутри соленоида. Этот сдвиг фазы был экспериментально наблюдён . Также существуют магнитные эффекты Ааронова–Бома, влияющие на связанные энергии и сечения рассеяния, но эти случаи ещё не были экспериментально проверены. Было предсказано электрическое явление Ааронова–Бома, при котором заряженная частица взаимодействует с областями, имеющими разные электрические потенциалы, но нулевое электрическое поле, однако это явление пока не имеет экспериментального подтверждения . Отдельный "молекулярный" эффект Ааронова–Бома был предложен для ядерного движения в многосвязанных областях, однако утверждается, что это другой тип геометрической фазы, так как он "не является ни нелокальным, ни топологическим", а зависит только от локальных величин вдоль ядерного пути .
Эффект наблюдается для магнитного поля и электрического поля, но влияние магнитного поля зафиксировать легче, поэтому впервые эффект был зарегистрирован именно для него в 1960 году. Эти экспериментальные данные, однако, подвергались критике, поскольку в проводимых измерениях не удавалось в полной мере создать условия, при которых напряжённость магнитного поля была бы строго равна нулю на всей траектории движения электрона.
Все сомнения в существовании эффекта в экспериментах были сняты после проведения в 1986 году опытов с использованием сверхпроводящих материалов, полностью экранирующих магнитное поле (в смысле экранирования его вектора индукции).

## Интерпретации и трактовки
Сущность эффектов Ааронова — Бома можно переформулировать следующим образом: обычной для классической электродинамики концепции локального воздействия напряжённости электромагнитного поля на частицу недостаточно, чтобы предсказать квантовомеханическое поведение частицы. В терминах напряжённостей полей, для описания заряженной квантовой частицы оказалось необходимым знать напряжённость электромагнитного поля во всём пространстве.. Если E или B не равны нулю хотя бы в какой-то области пространства, вероятность попадания в которую для классической заряженной частицы равна нулю, то такое поле, тем не менее, может заметно влиять на квантовое поведение заряженной частицы (а именно - на фазу волновой функции частицы). При этом изменяется дифракционная картина, в том числе положение дифракционного максимума и т. п.
Однако через электромагнитный потенциал теория эффекта строится естественно и локально.
Эффект Ааронова — Бома можно интерпретировать как доказательство того, что потенциалы электромагнитного поля являются не просто математической абстракцией, полезной для вычисления напряжённостей, а в принципе независимо наблюдаемыми величинами, имеющими таким образом несомненный и прямой физический смысл.

## Противопоставление потенциалов и силовых характеристик поля
Классическая физика основана на понятии силы, и напряжённость электрического поля E, так же как и вектор магнитной индукции B — по сути «силовые характеристики» электромагнитного поля: их можно использовать для наиболее прямого и непосредственного вычисления силы, действующей на заряженную частицу (в сущности, скажем, E — и есть просто сила, действующая на единичный неподвижный заряд).
В рамках специальной теории относительности эта концепция не претерпела радикальных изменений. Сила из уравнения Ньютона не является 4-вектором, отчего в данной теории расчёты и формулировки с использованием понятия силы несколько теряют первоначальную ньютоновскую простоту и красоту (а поэтому закрадываются некоторые сомнения в их фундаментальности). E и B также не являются 4-векторами, однако это не приводит к полной замене представлений об электромагнитном поле, так как для них находится достаточно прямое и красивое 4-мерное обобщение — тензор электромагнитного поля (компоненты E и B оказываются его компонентами), во многом позволяющий записать уравнения электродинамики даже более компактно и красиво, чем E и B по отдельности, при этом оставаясь по смыслу всё той же напряжённостью поля.
В квантовой механике частица представлена в виде волновой функции, а значит, не локализована в конкретной точке пространства или даже в малой окрестности точки, поэтому принципиально оказывается довольно трудно описать её взаимодействие с чем-либо (например, с электромагнитным полем) в терминах силы (ведь классическое понятие силы или силового поля подразумевает, что воздействие на частицу — которая в классическом подходе точечна — происходит тоже в одной точке пространства; а естественно обобщить этот подход на квантовый случай нелокализованной частицы оказывается не просто). Поэтому в квантовой механике предпочитают иметь дело с потенциальной энергией и потенциалами.
При формулировке электродинамики, теория в принципе может выбрать за основные величины напряжённости E и B, или потенциалы φ и A. Вместе φ и A образуют 4-вектор (φ — нулевая компонента, A — три остальные компоненты) — электромагнитный потенциал (4-потенциал). Однако он не является однозначно определённым, поскольку к этому 4-вектору всегда можно добавить некоторую 4-векторную добавку (так называемое калибровочное преобразование), и при этом поля E и B не изменяются (это одно из проявлений калибровочной инвариантности). Долгое время физики задавались вопросом, фундаментально ли поле электромагнитного потенциала, даже если оно не может быть определено единственным образом, или его появление в теории — это только удобный формальный математический трюк.
Согласно эффекту Ааронова — Бома, меняя электромагнитный потенциал, можно менять непосредственно измеримые величины — пропуская электрон через области пространства, где поля E и B вообще отсутствуют (имеют нулевые значения), но электромагнитный потенциал отличен от нуля: изменения электромагнитного потенциала меняют непосредственно наблюдаемую картину, хотя E и B не меняются в тех областях пространства, которые доступны частице, и в которых таким образом им можно было бы приписать локальное физическое воздействие на неё. Таким образом, эффект Ааронова — Бома мог быть аргументом в пользу более фундаментального характера потенциалов по сравнению с напряжённостями полей. Однако Вайдман показал, что эффект Ааронова — Бома можно объяснить без использования потенциалов, если дать полную квантово-механическую обработку зарядам источника, которые создают электромагнитное поле. Согласно этой точке зрения, потенциал в квантовой механике столь же физический (или нефизический), как это было классически.

## Гравитационный эффект
Общая теория относительности предсказывает существование фазового сдвига Ааронова–Бома, вызываемого гравитационным потенциалом.
 В 2012 г. была выдвинута идея экспериментального наблюдения гравитационного эффекта Ааронова–Бома 
и в 2022 году на её основе был проведён эксперимент.
В эксперименте ультрахолодные атомы рубидия запускались вертикально внутрь десятиметровой вакуумной трубы, наверху которой находилась осесимметричная масса, которая изменяла гравитационный потенциал, и затем атомный волновой пакет расщеплялся на две части при помощи лазерного излучения так, чтобы одна часть поднималась выше другой, а затем обе части интерферировали, позволяя экспериментально наблюдать сдвиг фазы. Было обнаружено статистически значимое соответствие между измерениями и предсказаниями теории.